# Naruto Shippūden: Gekitō Ninja Taisen! EX
Naruto Shippūden: Gekitō Ninja Taisen EX (ナルト- 疾風伝 激闘忍者大戦!EX), est un jeu vidéo de combat basé sur le manga Naruto.
C'est le 5e opus de la série des Gekitō Ninja Taisen (Clash of Ninja), et le 1er de la série basé sur la 2e partie du manga. Ce jeu est sorti le 22 février 2007 au Japon, soit quelques jours après le début de la nouvelle série d'anime Naruto Shippûden sur TV Tōkyō. Ce jeu contient les personnages dans leurs nouvelles apparences : plus âgés, avec de nouveaux coups, etc.

## Système de jeu

### Généralités
Naruto Shippūden: Gekitō Ninja Taisen! EX est un jeu de combat en 3D.

### Combattants
- Naruto
- Sakura
- Kakashi
- Neji
- Gaara
- Itachi
- Kisame
- Deidara
- Hiruko
- Kankurô
- Temari
- Tenten
- Rock Lee
- Maito Gai

## Version occidentale
Naruto Shippūden Gekitō Ninja Taisen! EX n'a pas vocation à sortir du territoire japonais pour le moment. Un titre est cependant bien une préparation sur Wii pour les États-Unis. Celui-ci porte le nom de Naruto: Clash of Ninja Revolution, un jeu différent de Naruto Shippūden Gekitō Ninja Taisen! EX et exclusif au marché américain et européen. Ils sont tous deux développés pour Wii avec tout ce que cela implique (niveaux plus vastes, mini-jeux à la Wiimote) mais contrairement à Naruto Shippūden Gekitō Ninja Taisen! EX, Naruto: Clash of Ninja Revolution se basera sur la première saison de Naruto (personnages et mode solo) afin de correspondre aux animes actuellement diffusés sur le territoire américain.